# درنی
درنی (به فرانسوی: Darney) یک کمون در فرانسه است که در Canton of Darney واقع شده‌است.

## خصوصیات
درنی ۷٫۹۲ کیلومترمربع مساحت و ۱٬۳۲۵ نفر جمعیت دارد.